# Les Achards
Les Achards is een gemeente in het Franse departement Vendée in regio Pays de la Loire die deel uitmaakt van het  arrondissement Les Sables-d'Olonne.

## Ontstaan
Les Achards is op 1 januari 2017 ontstaan door de fusie van de gemeenten La Chapelle-Achard en La Mothe-Achard. Deze kregen de status van commune déléguée tot deze op 1 januari 2024 werd opgeheven naar aanleiding van een besluit van de gemeenteraad van Les Achards van 28 augustus 2023.

## Verkeer en vervoer
In de gemeente ligt spoorwegstation La Mothe-Achard.